# Haramukh
Haramukh är en bergstopp i Indien.   Den ligger i unionsterritoriet Jammu och Kashmir, i den norra delen av landet, 700 km norr om huvudstaden New Delhi. Toppen på Haramukh är 5 142 meter över havet.
Terrängen runt Haramukh är bergig åt sydväst, men åt nordost är den kuperad. Haramukh är den högsta punkten i trakten. Runt Haramukh är det ganska tätbefolkat, med 96 invånare per kvadratkilometer. Trakten runt Haramukh består i huvudsak av gräsmarker.